# Walther Berblinger
Walther Berblinger (* 13. Juli 1882 in Karlsruhe; † 10. April 1966 in Muri bei Bern, Schweiz) war Pathologe und Hochschullehrer.

## Leben
Er war der Sohn des Kaufmanns Karl Wilhelm F. Berblinger (1856–1912) und seiner Frau Franziska, geborene Bils (1856–1944). Nach dem Besuch des Großherzoglichen Gymnasiums in Karlsruhe (heute: Bismarck-Gymnasium Karlsruhe) studierte Berblinger Medizin an der Ruprecht-Karls-Universität Heidelberg, der Ludwig-Maximilians-Universität München und der Universität Straßburg, wo er 1907 das medizinische Examen ablegte und 1908 mit dem Thema „Ueber die Sporenbildung und Auskeimung des Bacillus mesentericus ruber“ promovierte. 1909 heiratete er Hedwig, geborene Elstaetter, die einer jüdischen Fabrikantenfamilie entstammte.
Berblinger begann seine Karriere als Assistent von Friedrich Daniel von Recklinghausen (1833–1910), dem Erstbeschreiber und Namensgeber des „Morbus Recklinghausen“, einem Schüler des berühmten Rudolf Virchow (1821–1902). Recklinghausen unterrichtete allgemeine und spezielle Pathologie in Straßburg. Er wurde ein Vorbild für Berblinger. Berblinger folgte 1911 Martin Benno Schmidt im April nach Marburg, wo er sein erster Assistent am örtlichen Institut für Pathologie wurde. Seine von Schmidt rezensierte Habilitationsthese befasste sich mit dem Glykogengehalt des menschlichen Herzmuskels, seinen Antrittsvortrag widmete er der Akromegalie. Während des Ersten Weltkriegs diente Berblinger als ärztlicher Berater im Reservekrankenhaus in Meiningen. Er wurde Mitherausgeber zahlreicher Fachzeitschriften, darunter seit 1915 des Centralblatts für allgemeine Pathologie und pathologische Anatomie. Georg Dhom beschreibt die zwangsweise Einstellung 1939 folgendermaßen: „1939 wird er gezwungen, diese Tätigkeit aufzugeben: Ein beschämendes Ereignis, das auch die fortschreitende Isolierung der deutschen Pathologen im Nationalsozialismus dokumentiert.“ 1916 wurde er zum Titularprofessor an der Philipps-Universität Marburg ernannt. In den 1920er Jahren erhielt er mehrere Angebote von Universitäten. Er entschied sich jedoch für den Lehrstuhl an der Friedrich-Schiller-Universität Jena, den er bis 1937 innehatte. Mit seinen Studien zur Fortpflanzung trug er maßgeblich zur Etablierung und Konsolidierung der aufstrebenden Disziplin der Endokrinologie bei.

## Wissenschaftliche Forschung
In Jena begründete er die Theorie der Teilfunktionen der Hypophyse und widmete viel Energie dem Nachweis der funktionellen Verbindung zwischen dem Zwischenhirn und dem Adenohypophysesystem. In seinen Arbeiten über die Pars intermedia, den Zwischenlappen der menschlichen Hypophyse, zeigte er die Funktion, Morphologie und Ontogenese des ältesten Teils der Drüse, wobei er der Pathogenese von Hypophysenerkrankungen besondere Aufmerksamkeit widmete. Berblinger hatte bereits 1920 entdeckt, dass die gonadotropen Hypophysenvorderlappenhormone, von denen damals wenig bekannt war, im basophilen Vorderlappen produziert werden.
Ein weiterer Fokus lag auf dem Zusammenhang zwischen morphologischen und funktionellen Störungen der Hormonproduktion und ihre Auswirkungen auf die männlichen Geschlechtsorgane. Bereits 1920 konnte er einen Hypogonadismus der Hypophyse nachweisen, der wiederum zur Atrophie der Leydig-Zwischenzellen führt. Von grundlegender Bedeutung waren seine Fachbeiträge zur Zirbeldrüse und Hypophyse beim Menschen. Darüber hinaus war Berblinger einer der ersten Forscher, die den Einfluss von Streptomycin auf die Miliartuberkulose und tuberkulöse Meningitis beschrieben haben. Weitere Arbeitsbereiche waren die Arteriitis und die Nervenregeneration.

## Folgen durch den Nationalsozialismus
1937 geriet er durch das Nationalsozialistische Regime immer mehr unter Druck, weil er mit einer Jüdin verheiratet war. Man forderte ihn auf sich scheiden zu lassen, dem er aber nicht nachkommen wollte. Er galt als „jüdisch versippt“. Seiner Entlassung und Verfolgung kam er zuvor und wanderte um die Jahreswende 1937/38 in die Schweiz aus. Seine Frau folgte ihm im September 1938. Dort übernahm er die Leitung eines Tuberkulose-Forschungsinstituts in Davos, das er bis 1954 leitete. Berblinger leistete dort Pionierarbeit auf dem Gebiet der Tuberkuloseforschung, insbesondere auf dem Gebiet der Therapie der Tuberkulose, etwa: „Anatomische Untersuchungen über Kavernenheilung (Saugdrainage nach Monaldi)“. Nach dem Krieg verweigerten ihm die Behörden eine Rentenzahlung für seine jahrzehntelange Tätigkeit als Hochschullehrer im Deutschen Reich, obwohl er finanziell schlecht gestellt war. Den Ruf nach Hamburg und Heidelberg lehnte er ab. Auch eine Rückkehr an seinen alten Lehrstuhl in Jena wurde ihm verweigert. In seinen Augen sollte er stattdessen damit abgespeist werden, dass man ihm „lediglich“ eine Professur in der Forensik und nicht in der Pathologie angeboten hatte. Als ihm schließlich 1958 die Friedrich-Schiller-Universität Jena während der Feierlichkeiten zum 400-jährigen Jubiläum eine Ehrendoktorwürde für seine Verdienste als Pathologe verlieh, sah Berblinger dies zwar als Anerkennung seiner Arbeit an der Universität Jena und als ein spätes Zeichen des guten Willens an, lehnte aber eine persönliche Entgegennahme dennoch ab. Die 1956 verliehene Ehrenmitgliedschaft in der Deutschen Gesellschaft für Endokrinologie und die Verleihung der Ernst-von-Bergmann-Plakette durch die Bundesärztekammer wenige Monate vor seinem Tod waren eine späte Hommage an Berblingers Verdienste um die medizinische Wissenschaft.

## Ehrungen
- 1956 Ehrenmitglied der Deutschen Gesellschaft für Endokrinologie
- 1958 Ehrendoktor der Friedrich-Schiller-Universität Jena
- 1965 Ernst-von-Bergmann-Plakette der Bundesärztekammer

## Veröffentlichungen (Auswahl)
Über 230 wissenschaftliche Veröffentlichungen, Schwerpunkt: Pathologie and Endokrinologie.
- Innere Sekretion im Lichte der morphologischen Forschung (Jena 1928).
- Pathologie und pathologische Morphologie der Hypophyse (Leipzig 1932).
- Die Hypertoniefrage, Basel, Schwabe, 1941.
- Hypophyse und Laktation, Basel, Schwabe, 1941.
- Die Darmblutungen bei Verschluß der Vena cava inferior, Basel, Schwabe, 1942.
- Der Schwund tuberkulöser Lungenkavernen, Basel 1943.
- Negative Aschheim-Zondek-Reaktion bei Chorionepitheliom des Uterus, Basel, Schwabe, 1944.
- Tuberkulose der Stammbronchien und tuberkulöse Bronchostenose, Basel, Schwabe, 1944.
- Formen und Ursachen der Herzhypertrophie bei Lungentuberkulose, Bern 1947.